# Salmo
Salmo је род риба у оквиру породице (Salmonidae), где припадају пастрмке и лососи, што управо и значи латинска реч salmō.

## Врсте
Потпун списак врста на сајту FishBase и ITIS-а.
- Salmo aphelios
- Salmo balcanicus
- Salmo carpio
- Salmo cettii
- Salmo dentex
- Salmo ezenami
- Salmo ferox
- Salmo fibreni
- Salmo ischchan
- Salmo labrax
- Salmo letnica
- Salmo lumi
- Salmo macedonicus
- Salmo marmoratus
- Salmo nigripinnis
- Salmo obtusirostris
- Salmo pallaryi
- Salmo pelagonicus
- Salmo peristericus
- Salmo platycephalus
- Salmo rhodanensis
- Salmo salar
- Salmo schiefermuelleri
- Salmo stomachicus
- Salmo taleri
- Salmo trutta
  - Salmo trutta aralensis
  - Salmo trutta fario
  - Salmo trutta lacustris
  - Salmo trutta macrostigma
  - Salmo trutta oxianus
  - Salmo trutta trutta
- Salmo visovacensis
- Salmo zrmanjaensis